# Giardino botanico di Rio de Janeiro

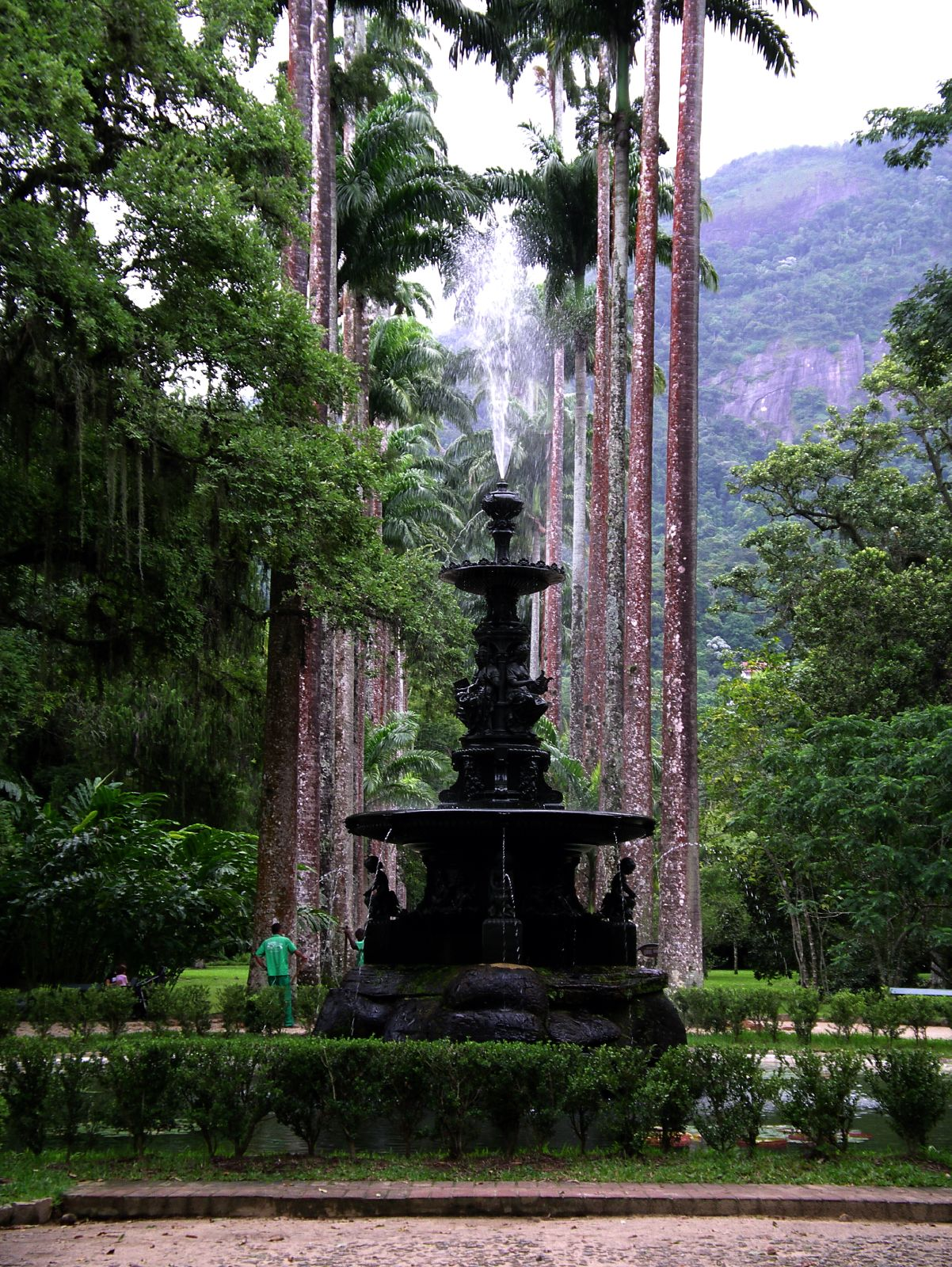
Veduta

Il giardino botanico di Rio de Janeiro (in portoghese: Jardim Botânico do Rio de Janeiro) fu fondato nel 1808 dal re Giovanni VI del Portogallo e inizialmente previsto come luogo di acclimatazione di nuove varietà di piante importate. Venne aperto al pubblico come parco nel 1822.